# Hausma
Hausma is een plaats in de Estlandse gemeente Hiiumaa, provincie Hiiumaa. De plaats heeft de status van dorp (Estisch: küla).
Tot in oktober 2017 behoorde Hausma tot de gemeente Pühalepa. In die maand werd de fusiegemeente Hiiumaa gevormd, waarin Pühalepa opging.

## Bevolking
Het dorp had 49 inwoners op 31 december 2011 en 57 inwoners op 31 december 2021.

## Geografie
De plaats ligt aan de noordkust van het eiland Hiiumaa, tussen de hoofdstad Kärdla en de luchthaven Kärdla. De Tugimaantee 80, de secundaire weg van Heltermaa via Kärdla naar Luidja, komt door Hausma.

## Stenen
In Hausma ligt een terrein met een groot aantal stenen van verschillende grootte, het ‘Steenveld van Helmersen’ (Estisch: Helmerseni kivikülv). De grootste heeft een omtrek van 22 meter. Het terrein heeft een oppervlakte van 0,5 ha en is beschermd. De Duits-Baltsche geoloog Gregor von Helmersen beschreef de stenen als eerste.

## Geschiedenis
Hausma werd voor het eerst vermeld in 1564 onder de naam Hakelax. In 1577 heette het dorp Haggelas, in 1609 Hakulas Peti en in 1785 Haggolaskma of Haggolasma. Het lag op het landgoed van Großenhof (Suuremõisa).
Het oostelijk deel van Hausma, met de naam Heilu, was tot ca. 1950 een apart dorp.

## Foto's

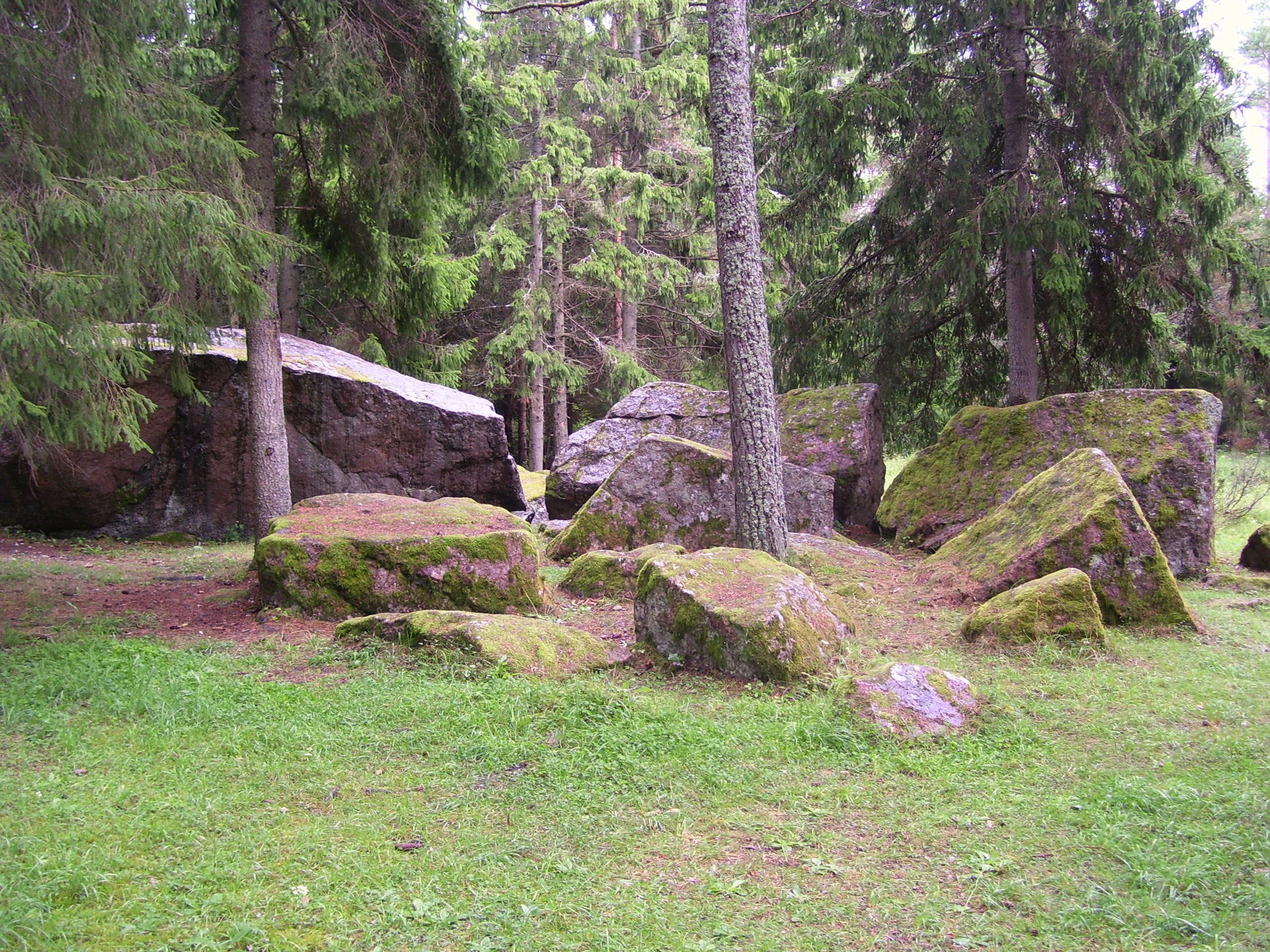
Het Steenveld van Helmersen
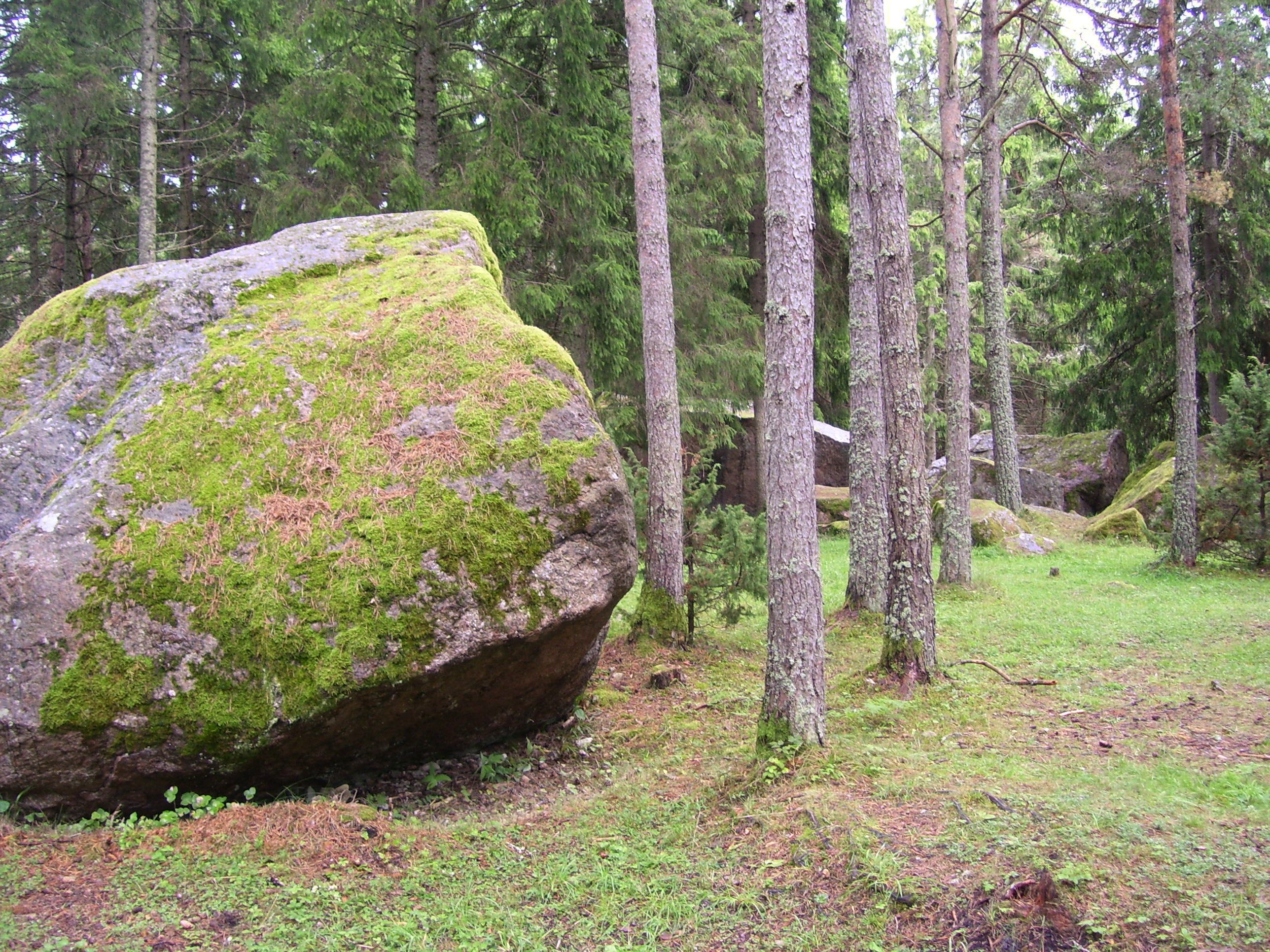
Een van de stenen
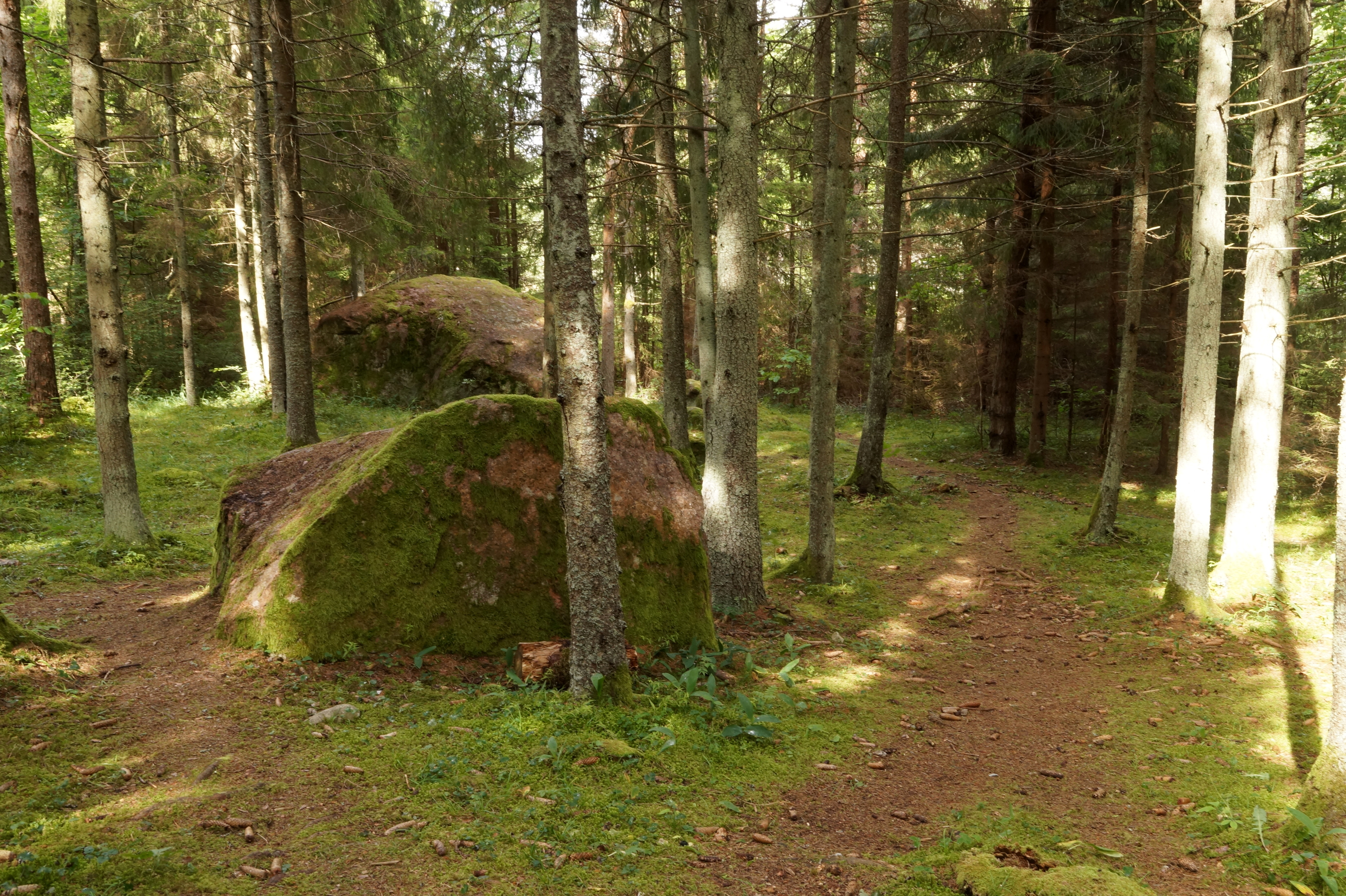
De omgeving